# Quito Open 1979
Il Quito Open 1979 è stato un torneo di tennis giocato sulla terra rossa. È stata la 1ª edizione del Quito Open che fa del Colgate-Palmolive Grand Prix 1979. Si è giocato a Quito in Ecuador dal 5 all'11 novembre 1979.

## Campioni

### Singolare
Víctor Pecci ha battuto in finale  José Higueras con il punteggio di 2–6, 6–4, 6–2

### Doppio
Álvaro Fillol /  Jaime Fillol hanno battuto in finale  Iván Molina /  Jairo Velasco, Sr. con il punteggio di 6–7, 6–3, 6–1